# Uperoleia talpa
Uperoleia talpa − gatunek płaza bezogonowego z rodziny żółwinkowatych (Myobatrachidae), endemiczny dla Australii Zachodniej.
Naturalnym środowiskiem występowania żab tego gatunku są suche sawanny i użytki zielone klimatu podzwrotnikowego i strefy międzyzwrotnikowej.
Za najbliższą krewniaczkę gatunku Uperoleia talpa uważana jest odkryta w 2011 Uperoleia saxatilis (ang. Pilbara Toadlet).